# Oldenlandia glabra
Oldenlandia glabra är en måreväxtart som först beskrevs av Robert Brown och Nathaniel Wallich, och fick sitt nu gällande namn av Carl Ernst Otto Kuntze. Oldenlandia glabra ingår i släktet Oldenlandia och familjen måreväxter. Inga underarter finns listade i Catalogue of Life.